# Dolores Thion Soriano-Mollá
Dolores Thion Soriano-Mollá, doctora por la Universidad de Alicante y por la Universidad de la Sorbonne Paris-IV. Ha sido profesora titular de la Universidad de Nantes y actualmente es catedrática de Literatura e historia cultural españolas en la Universidad de Rennes 2, tras haberlo sido en la Universidad de Pau et des Pays de l'Adour. 
Su tesis versó sobre Ernesto Bark. Un propagandista de la modernidad, 1858-1924 (Instituto de Cultura "Juan Gil-Albert", 1998), un estudio de la trayectoria del periodista y escritor republicano finisecular Ernesto Bark von Schulz; y su memoria de cátedra sobre el editor "José Ruiz-Castillo, un agente cultural". Entre sus publicaciones destacan el epistolario entre la escritora Emilia Pardo Bazán y José Lázaro Galdiano, titulado Pardo Bazán y Lázaro: del lance de amor a la aventura cultural (1888-1919) (Fundación Lázaro Galdiano, Ollero y Ramos, 2003), y junto con Ana M. Freire de Cartas de buena amistad. Blanca de los Ríos y Emilia Pardo Bazán (Madrid/Frankfurt, Ed. Iberoamericana/Vervuet, 2016).
También ha sido editora de obras como La naturaleza en la literatura española; Tradición e interculturalidad: las relaciones entre lo culto y lo popular (siglos XIX-XX) (Institución Fernando el Católico, 2013), junto a Luis Beltrán Almería, Solange Hibbs-Lissorgues y Marisa Sotelo; El costumbrismo, nuevas luces (Presses de l’Université de Pau et des Pays de l’Adour, 2013) o De esclavo a servidor. Literatura y sociedad (1825-1930) (Biblioteca Nueva, 2014), junto a Jorge Urrutia.